# 新加坡總統府
新加坡總統府是新加坡總統的官邸與辦公地點。「Istana」在馬來語中有「宮殿」的意思。總統府是新加坡總統接見和款待各國外賓的地方，此外也是新加坡總理的辦公點。總統府座落於烏節路一片幅員遼闊的土地上，土地範圍內尚有其他建築物，與烏節路其他已經城市化的部份構成鮮明對比。
總統府佔地106英畝（0.43平方公里），前身原本是索菲亞山（Mount Sophia）一個大型肉豆蔻種植場的其中一部份。1867年英國殖民地政府買入土地，並興建一座府第作為殖民地總督府。一直到1959年新加坡自治邦成立後，那裡才成為了新加坡元首的宮殿，復於1965年起成為新加坡總統府。1992年2月14日，總統府與同樣位於總統府土地範圍內的斯里淡馬錫（即總理官邸）一同獲刊憲宣告成為國家古蹟。
新加坡總理公署也設在總統府內。

## 主体建筑

### 一楼
- 接待大厅 —— 总统向来访的政要和外国元首介绍新加坡内阁成员的地方，国宴后的茶会也会在这里举行。
- 宴会厅 —— 客人与总统共进晚餐并接受招待的地方。此厅曾经是厨房和一些工作室的一部分，现用来展示部分国礼。
- 国事厅 —— 新加坡总统的座位和办公室。

### 二楼
- 接待大厅 —— 通向东、西两厅，是总统与外国政要举行会谈的地方。
- 东厅 —— 收藏、展示国礼。
- 西厅 —— 总统经常和国会议员进行面谈的场所。厅内铺设了1930年代的原始木地板。
- 薛尔思厅 —— 以新加坡第二任总统本杰明·亨利·薛尔思博士命名的私人餐厅。
- 尤索夫厅 —— 以新加坡第一任总统尤索夫·宾·伊萨克命名，其半身像设置于此厅的尽头。厅里有一个大型中式面板，上面画着凤凰和牡丹。

### 阁楼
- 大楼梯

### 三楼
- 总统休息室 —— 总统府的主阳台，可俯瞰一楼的礼仪广场和草坪。
- 新加坡总统府办公室 —— 不对外开放。